# Instytut Technologiczno-Przyrodniczy

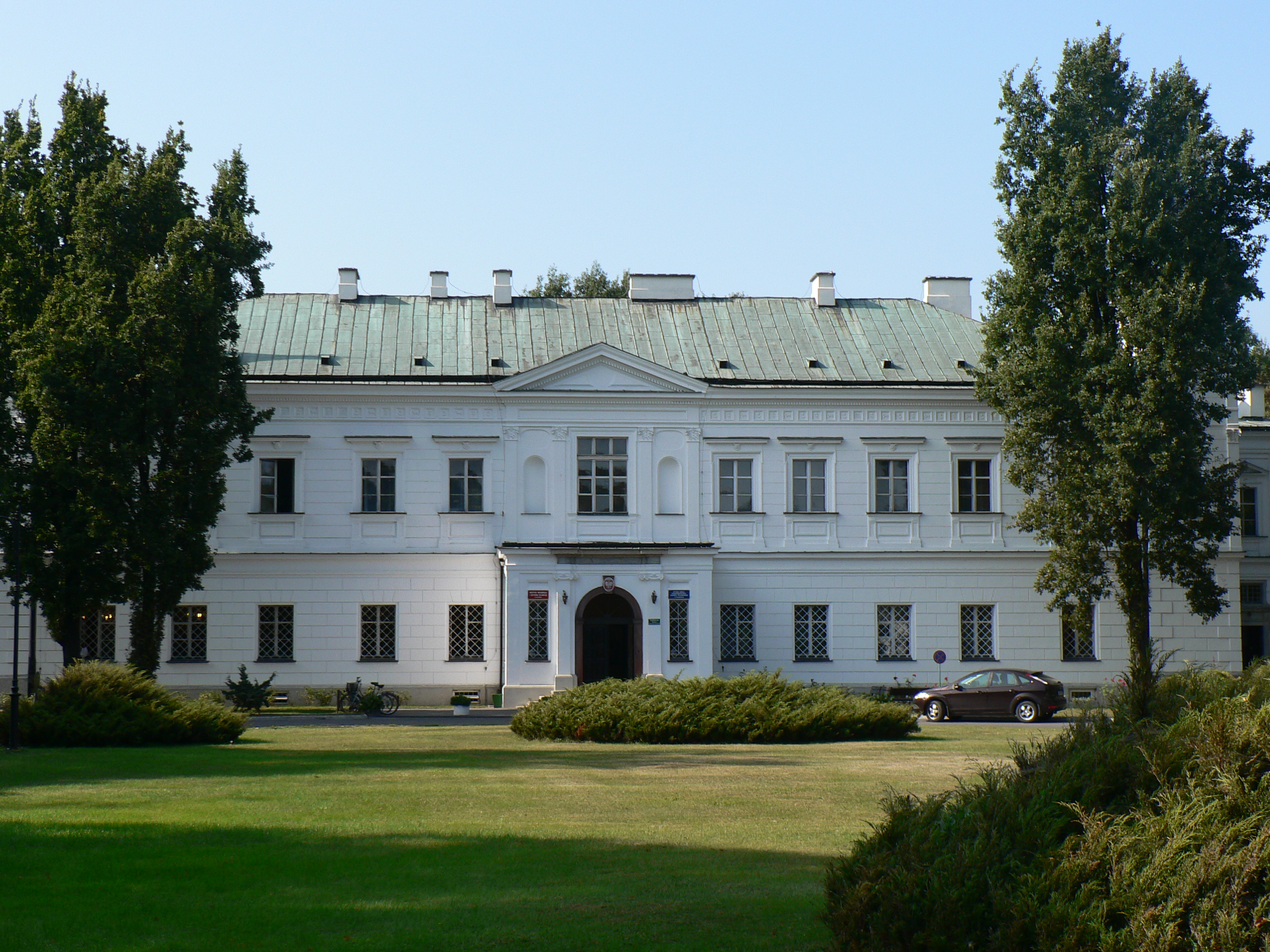
Pałac w Falentach – Siedziba główna ITP-PIB

Instytut Technologiczno-Przyrodniczy – Państwowy Instytut Badawczy – wiodący          w zakresie swoich statutowych kompetencji instytut badawczy, nadzorowany przez ministra rolnictwa i rozwoju wsi, mający swą siedzibę w Falentach.

## Działalność
Przedmiotem działalności Instytutu jest prowadzenie badań naukowych i prac rozwojowych  oraz działalności wdrożeniowej, upowszechnieniowej, doradczej, edukacyjnej, promocyjnej, wynalazczej i monitoringowej, w zakresie: 
- kształtowania struktury użytkowania powierzchni i ładu przestrzennego, infrastruktury rolniczej i wiejskiej, układów infrastruktury technicznej i przyrodniczo-technicznej oraz układów ekologiczno-krajobrazowych
- ochrony przyrody, różnorodności biologicznej i krajobrazowej obszarów wiejskich;
- gospodarki łąkowo-pastwiskowej, technologii produkcji pasz łąkowych, stanu zagrożeń i ochrony siedlisk łąkowych, ochrony gleb i wód oraz emisji zanieczyszczeń do atmosfery z użytków zielony
- gospodarowania wodą w rolnictwie, potrzeb nawodnień i odwodnień, deficytu wody, podtopień i powodzi, inżynierii wodno-melioracyjnej, melioracji rolnych, dróg rolniczych oraz obiektów ochrony przeciwpowodziowej;
- zanieczyszczenia i ochrony jakości wód na obszarach wiejskich, gospodarki wodno-ściekowej i odpadowej w gospodarstwach rolnych i na obszarach wiejskich, utylizacji osadów ściekowych, odpadów komunalnych i przemysłowych, inżynierii i technologii sanitacji wsi oraz stanu sanitarnohigienicznego wsi;
- zapobiegania pogarszaniu jakości środowiska w wyniku emisji odorów, gazów i pyłów ze źródeł rolniczych;
- rozwiązań technicznych i inżynierii rolniczej w zastosowaniu do produkcji roślinnej i zwierzęcej;
- agroenergetyki, z uwzględnieniem odnawialnych źródeł energii;
- przydatności użytkowej i bezpieczeństwa maszyn rolniczych;
- ekonomiki, organizacji mechanizacji i efektywności energetycznej rolnictwa;
- inżynierii materiałowej i eksploatacji środków technicznych w rolnictwie
- programów rozwoju wsi i rolnictwa;
- agrokultury w zakresie wytwarzania surowców wykorzystywanych do produkcji leków i wyrobów farmaceutycznych.

Instytut ma uprawnienia do nadawania stopnia naukowego doktora i doktora habilitowanego nauk rolniczych w dyscyplinie            rolnictwo i ogrodnictwo oraz nauk inżynieryjno-technicznych w dyscyplinie inżynieria środowiska, górnictwo i energetyka na          zasadach określonych w przepisach ustawy z dnia 20 lipca 2018 roku Prawo o szkolnictwie wyższym i nauce  (Dz. U. z 2024 r.        poz. 1571  ze zm.) oraz ustawy z dnia 3 lipca 2018 roku Przepisy wprowadzające ustawę – Prawo o szkolnictwie wyższym i nauce                  (Dz. U. z 2018 r. poz. 1669 ze zm.).

## Struktura
Siedziba Główna Instytutu Technologiczno-Przyrodniczego - Państwowego Instytutu Badawczego (ITP-PIB) znajduje się w Falentach. W swojej strukturze Instytut wyodrębnia:
- 14 zespołów badawczych w siedzibie głównej w Falentach i w oddziałach w Bydgoszczy, Kłudzienku, Krakowie, Poznaniu, Szczecinie, Warszawie, Wrocławiu:  
  1. Agrometeorologii i Zasobów Wodnych:
  2. Użytków Zielonych;                                                                      
  3. Ochrony Przyrody i Krajobrazu;                                            
  4. Ochrony Jakości Wody;                                                          
  5. Inżynierii i Gospodarki Wodnej;            
  6. Mikrobiologii Rolniczej i Środowiskowej;                      
  7. Inżynierii Produkcji Roślinnej;                              
  8. Ekosystemów Górskich i Podgórskich, w tym: Górskie Centrum Badań i Edukacji w Tyliczu; Stacja Badawcza                    w Jaworkach;
  9. Odnawialnych Źródeł Energii;                            
  10. Inżynierii Środowiska i Emisji;                                            
  11. Ekosystemów Wodnych;                                                        
  12. Infrastruktury Technicznej Wsi;                                          
  13. Analiz Ekonomicznych i Energetycznych;                      
  14. Doświadczalnictwa i Kartografii, w tym: Stacja Badawcza w Łanach.
- Zakład Doświadczalny w Biebrzy z oddziałami w Falentach i Poznaniu;
- Jednostkę Certyfikującą Wyroby;
- Jednostkę Weryfikującą Technologie Środowiskowe.

ITP-PIB posiada 2 laboratoria akredytowane przez Polskie Centrum Akredytacji (akredytacja  nr AB116):
- Laboratorium Badawcze Technologii i Biosystemów Rolniczych;
- Laboratorium Badawcze Bezpieczeństwa Ciągników i Maszyn Rolniczych.

## Historia
Instytut Technologiczno-Przyrodniczy został utworzony 1 stycznia 2010 roku na podstawie rozporządzenia Ministra Rolnictwa                    i Rozwoju Wsi z dnia 17 września 2009 roku przez połączenie Instytutu Budownictwa Mechanizacji i Elektryfikacji Rolnictwa            (IBMER – rok założenia 1948) z Instytutem Melioracji i Użytków Zielonych (IMUZ – rok założenia 1953). Z dniem 10 kwietnia            2021 roku, na mocy Rozporządzenia Rady Ministrów z dnia 23 marca 2021 roku, uzyskał status państwowego instytutu badawczego. 